# 新月野鯪
新月野鯪，為輻鰭魚綱鯉形目鯉科的其中一個種。分布於非洲三比西河上游流域，體長可達40公分，棲息在沙泥底質或岩石的溪流，以藻類及有機碎屑為食，可做為食用魚。

## 扩展阅读
維基物種上的相關：新月野鯪